# Kloster Marienwohlde

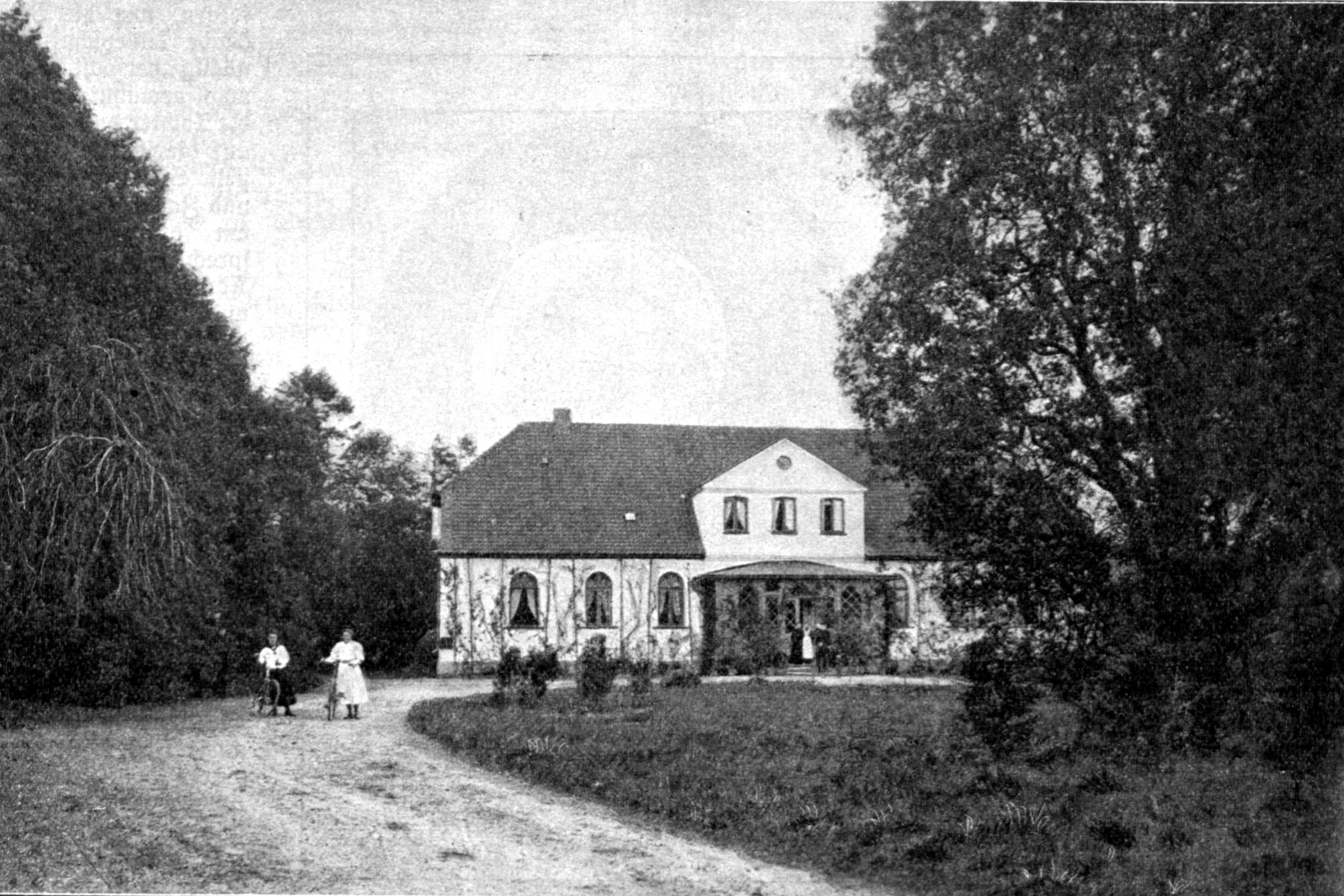
Herrenhaus der Kreisdomäne Marienwohld (1907), erbaut auf altem Klostergrund

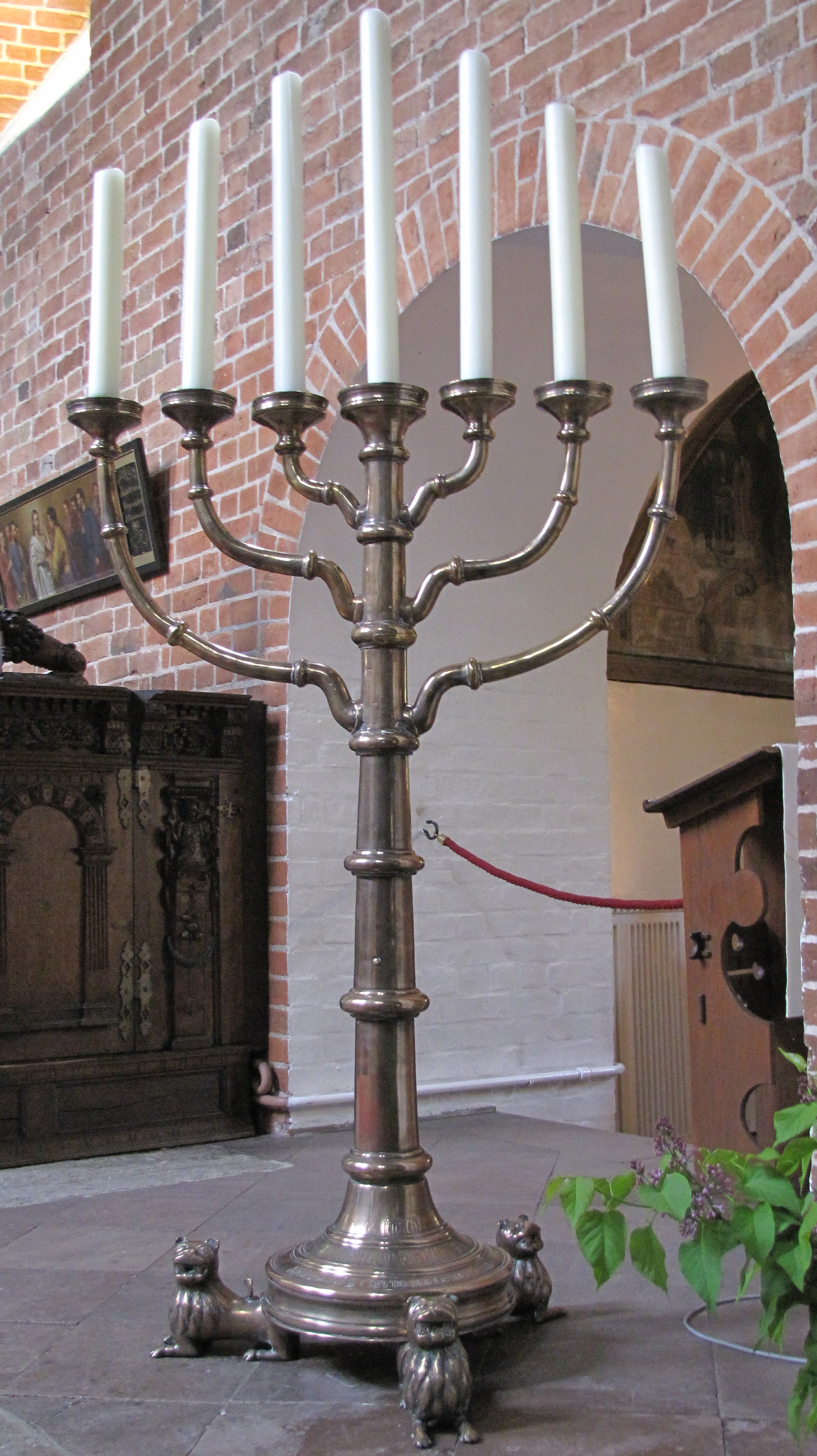
Siebenarmiger Leuchter von 1436

Das Kloster Marienwohlde war ein Birgittenkloster an der Alten Salzstraße im heutigen Gemeindegebiet von Lankau unweit der Stadt Mölln.

## Kloster
Das Doppelkloster Marienwohlde gehörte zum erst im 14. Jahrhundert durch Birgitta von Vadstena begründeten Erlöserorden. Ungewöhnlich für den im Mittelalter im Ostseeraum üblichen Kulturtransfer von Westen nach Osten wurde es von Nonnen und Mönchen aus dem seinerseits erst 1407 gegründeten Kloster Mariendal bei Reval 1412/13 nach der Augustinerregel gegründet. Zunächst befand es sich bei Bälau, wurde aber bereits 1413 in das Gebiet der heutigen lauenburgischen Gemeinde Lankau verlegt. Das Kloster befand sich im Bereich des heutigen Gutes Marienwohlde.
Das Kloster Marienwohlde lag zwischen den drei reichen Hansestädten Hamburg, Lübeck und Lüneburg und erfreute sich unter besonderer Lübecker Protektion bald einer soliden wirtschaftlichen Grundlage, die sich auch im 1414–18 errichteten Gebäudebestand und den zum Kloster gehörenden Ländereien und Dörfern ausdrückte. Der Besitz des Klosters umfasste neben Marienwohlde auch Bälau, Bergrade, einen halben Anteil des Dorfes Breitenfelde neben dem Lübecker Anteil und Pezeke, eine 1343 von Lübeckern zerstörte Raubritterburg nördlich der sog. Schwarzen Kuhle, heute noch Spitzbubenbarg genannt. Das Kloster war schnell so wohlhabend, dass es Zinseinkünfte aus Kreditgeschäften erzielte. Es war eins der größten Birgittenklöster und wurde bereits 1424 seinerseits zum Mutterkloster des Klosters Mariakron in Stralsund. Der Lübecker Ratsherr Hinrich Constin († 1482) vermachte dem Kloster beispielsweise das halbe Dorf Duvensee nebst der Hälfte vom See. Die 1458 vom Ratzeburger Bischof Johann von Preen geweihte Klosterkirche verfügte über 13 Altäre und reiche Kunstschätze. Sie war die Grablege des 1501 verstorbenen ehemaligen Bischofs von Lübeck Thomas Grote.
Das Kloster wurde während der Grafenfehde im Jahr 1534 von holsteinischen Truppen im Zuge der Besetzung der Stadt Mölln verwüstet und niedergebrannt. Die Ländereien wurden 1558 von Herzog Franz I. von Sachsen-Lauenburg aus Anlass der Reformation eingezogen, die letzten Klostergebäude abgerissen und das Gut Marienwohlde verpachtet. Wenige Ausstattungsstücke, darunter der mächtige bronzene siebenarmige Leuchter von 1436 und einige Inkunabeln, gelangten in die Möllner Nicolaikirche, einzelne archäologische Fundstücke kamen später in das Museum in Mölln. Ein bei Grabungen 1904 entdeckter Marienkopf aus Kalkstein im Weichen Stil gelangte über das Thaulow-Museum in Kiel nach dem Zweiten Weltkrieg in die Sammlungen des Schleswig-Holsteinischen Landesmuseums Schloss Gottorf. Sie ähnelt einer Figur der Katharina in Tiegenhagen in Westpreußen, die Walter Paatz 1920 dem Bildhauer Johannes Junge zuschrieb.

## Birgittenhof

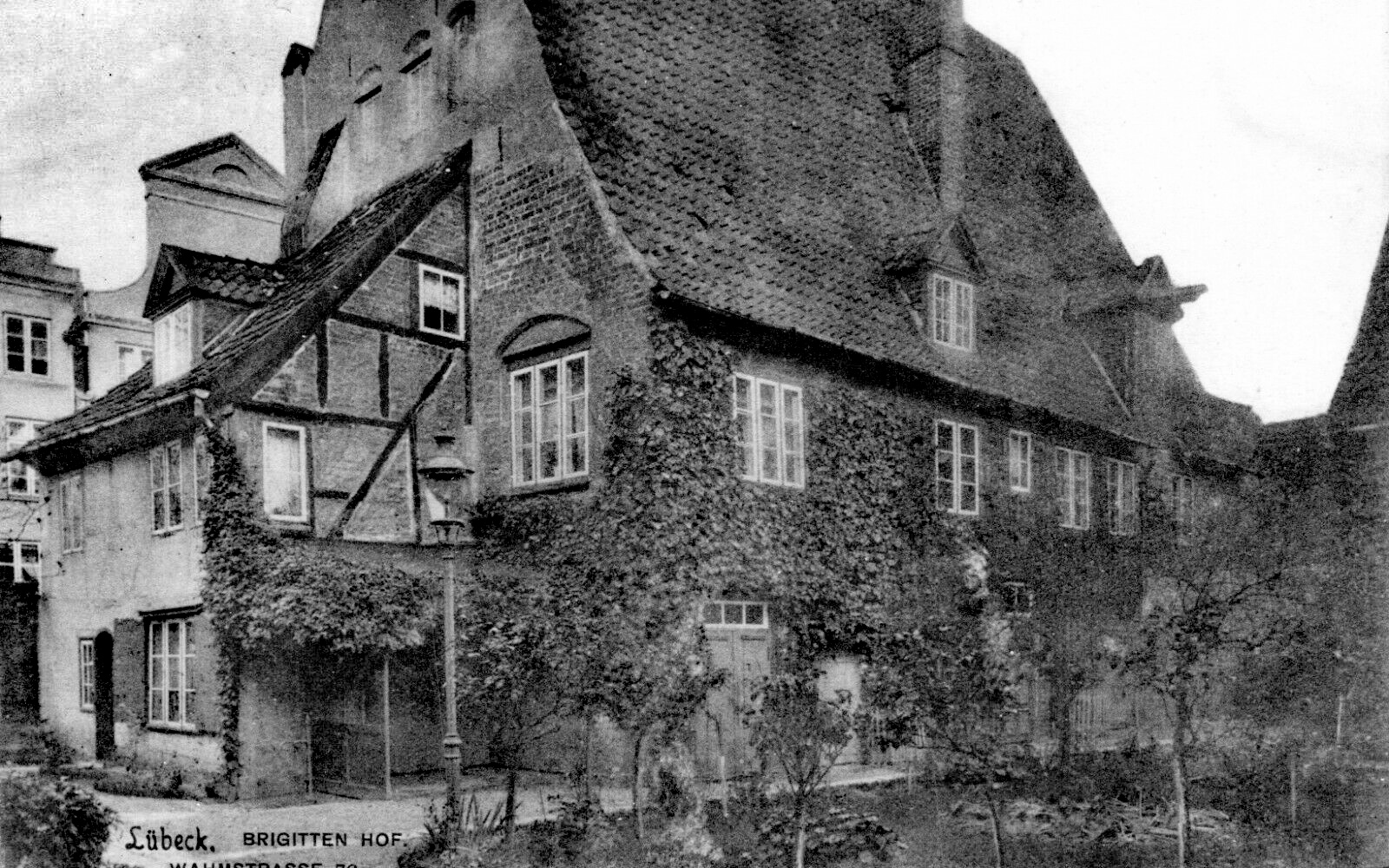
Einstiges lübeckisches Stammhaus (zerstört 1942)

Die Nonnen zogen sich bereits 1534 vor der Gewalt in den Birgittenhof in der Wahmstraße 76–86 in Lübeck zurück. Dieser Stadthof gehörte ihnen seit 1439. Dort verstarb 1573 die letzte Äbtissin. Die 1558 gegen Franz von Sachsen-Lauenburg angestrengte Klage des Klosters vor dem Reichskammergericht verlief 1688 (!) erfolglos im Sande.

Der Birgittenhof wurde nach Auflösung der Klostergemeinschaft als Wohnstift für nicht verheiratete Frauen genutzt. Beim Luftangriff auf Lübeck am 29. März 1942 wurde der in Resten heute unter Denkmalschutz stehende Hof teilweise zerstört. Der Birgittenhof ist der verbliebene Rest des ehemaligen Möllner Klosters. 

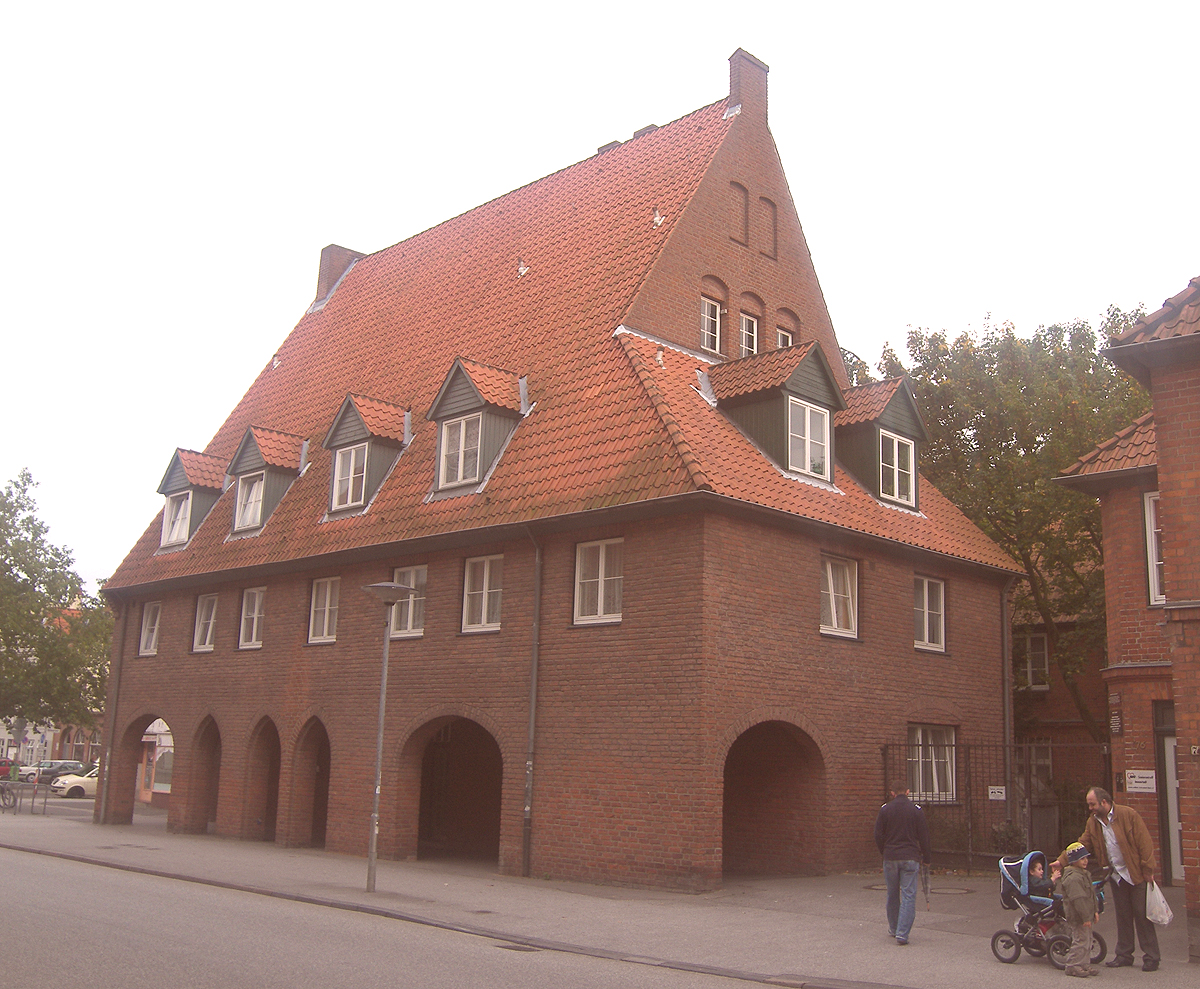
Vorderhaus des Birgittenhof in der Wahmstraße (rekonstruiert 1975)

## Trivia
Das Vorderhaus an der Wahmstraße wurde 1975 neu errichtet. In diesem Haus ermordete am 5. Mai 1980 Klaus Grabowski die siebenjährige Anna Bachmeier. Grabowski wurde später im Gerichtssaal von Annas Mutter, Marianne Bachmeier, erschossen.

## Belege
1. ↑  hochdeutsch auch: Mariental. Vgl. Katholische Kirche in Estland
2. ↑  Heinrich Dormeier: Neue Ordensniederlassungen im Hanseraum. Lübecker Stiftungen zugunsten des Birgittenklosters Marienwohlde bei Mölln, S. 263.
3. ↑  Der römisch-deutsche König Sigismund verlieh Lübeck 1418 die Schirmherrschaft über das Kloster.
4. ↑  Emil Ferdinand Fehling: Lübeckische Ratslinie. Lübeck 1925, Nr. 551.
5. ↑  Nach der Kunst-Topographie Schleswig-Holstein (Neumünster 1974) finden sich beim 1847 neu erbauten Gutshaus noch geringfügige Spuren des Klosters wie ein Piscinenbecken, ein Grabsteinfragment und Granitstützen.
6. ↑  Ernst Schlee: Der Marienkopf aus Marienwohld. In: Der Wagen 1959, S. 51–52 unter Hinweis auf Walter Paatz: Die lübeckischen Steinskulpturen in der ersten Hälfte des 15. Jahrhunderts. Lübeck 1920, S. 28 ff.
7. ↑  Heinrich Dormeier: Neue Ordensniederlassungen im Hanseraum. Lübecker Stiftungen zugunsten des Birgittenklosters Marienwohlde bei Mölln, S. 269

Koordinaten: 53° 38′ 56,8″ N, 10° 41′ 44,4″ O